# Анаваж
Анаваж — река в России, течёт по территории Вилегодского района Архангельской области и Прилузского района Республики Коми. Правый приток реки Пыела, впадает в неё на 13 км выше её устья. Длина реки составляет 45 км. В 23 км от устья реки Анаваж справа в неё впадает река Гаревой Лекваж.

## Данные водного реестра
По данным государственного водного реестра России, относится к Двинско-Печорскому бассейновому округу, водохозяйственный участок реки — Вычегда от города Сыктывкар и до устья, речной подбассейн реки — Вычегда. Речной бассейн реки — Северная Двина.
Код объекта в государственном водном реестре — 03020200212103000024815.